# 크리족

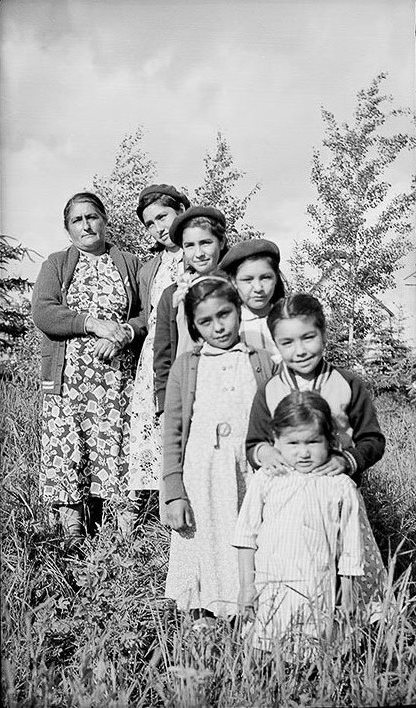
크리족

크리족(크리어: Nēhiyaw, 영어: Cree)은 퍼스트 네이션에 속하는 아메리카 원주민의 한 갈래이다. 캐나다에 주로 거주하는 캐나다 원주민에 속하며, 인구는 약 200,000명으로 퍼스트 네이션을 구성하는 원주민 중에서 가장 인구가 많다. 대부분이 슈피리어호 북동부, 온타리오주, 매니토바주, 서스캐처원주, 앨버타주, 노스웨스트 준주에 거주하는 것으로 알려져 있다. 또한 퀘벡주에는 38,000명이 거주한다. 미국에서는 몬태나주를 터전으로 하여 생활한다. 크리어를 사용하며, 알곤킨어족에 속한다.

## 같이 보기
- 미치프어